# Ужгородська жупа (Чехословаччина)
48°36′00″ пн. ш. 22°20′00″ сх. д. / 48.6° пн. ш. 22.333333333333° сх. д.
Ужгородська жупа (у 1919—1921 рр. Ужська жупа, чеськ. Užhorodská župa) — одна із жуп, одиниць територіального управління Підкарпатської Русі в складі Першої Чехословацької Республіки. ВВиникла в основному шляхом відокремлення від угорського Ужицького комітату. Існувала в 1919—1926 роках, мала площу 2 108 км², адміністративним центром був Ужгород.

## Історичний розвиток
Чехословацькі війська окупували Ужгород у січні 1919 року, а в лютому було відновлено діяльність повітового управління Ужської жупи. Коли в першій половині 1919 року чехословацька армія окупувала більшу частину Підкарпатської Русі, 6 червня 1919 року була неофіційно оголошена військова диктатура під командуванням французького генерала на чехословацькій службі Едмона Геннока з метою консолідації сил під час відходу угорських комуністичних і румунських військ. Підкарпатська Русь поступово була розділена на чотири жупи, які були засновані на адміністративних одиницях, створених там Угорщиною. Одним із таких утворень була Ужська жупа (пізніше Ужгородська), яка була створена з частини оригінальної угорської Ужської жупи. Ця одиниця спочатку поширювалася на відносно велику частину сучасної Словаччини, оскільки в 1919 році її західну частину (округи Собранце та Вельке Капушани) було приєднано до словацької Земплинської жупи, тоді як східна частина утворила Підкарпатську Ужську/Ужгородську жупу.
Очолював повіт призначений урядом земський справник. Наприкінці січня 1919 року повноважний міністр Вавро Шробар призначив словацького римо-католицького священника Ладіслава Мойша ужським жупаном. Через 13 місяців на посаді урядового комісара його змінив Карел Марван. Він пробув на посаді лише недовго, вже влітку 1920 року адміністратором повіту став Богумир Тоупалик, який працював там до вересня 1921 року. Тоді жупаном став русинський адвокат Іван Желтвай. Повітовий центр знаходився в Ужгороді.
Ужгородський повіт проіснував до 30 червня 1926 року. 1 липня 1926 року всі жупи Підкарпатської Русі були об'єднані в єдину Підкарпатську жупу.

## Географія
Ужгородська жупа розташовувалася на заході Підкарпатської Русі, в околицях річок Уж, Люта, Тур'я та Біла. На заході межувала зі Словаччиною, до 1921 р. межувала на сході з Мукачівською жупою, на південному сході з Березькою жупою; після реорганізації підкарпатських жуп, то тільки з Березькою жупою. Північний і південний кордони Ужгородської жупи були водночас державним кордоном відповідно до Польщею та Угорщиною.

## Адміністративний поділ
У 1921 році Ужська жупа була поділена на чотири округи (Великий Березний, Перечин, Середнє та Ужгород) і одне місто зі статусом округи (Ужгород).